# Asticta sublubrica
Asticta sublubrica là một loài bướm đêm trong họ Erebidae.